# Нові Шимкуси
Нові Шимку́си (рос. Новые Шимкусы, чув. Курнавăш) — село у складі Яльчицького району Чувашії, Росія. Адміністративний центр Новошимкуського сільського поселення.
Населення — 690 осіб (2010; 898 у 2002).
Національний склад:
- чуваші — 100 %